# SBR污水处理工艺
SBR污水处理工艺，即序批式活性污泥法，全称为序列间歇式活性污泥法（Sequencing Batch Reactor Activated Sludge Process），简称SBR工艺。
它是基于以悬浮生长的微生物在好氧条件下对污水中的有机物、氨、氮等污染物进行降解的废水生物处理活性污泥法的工艺。按时序来以间歇曝气方式运行，改变活性污泥生长环境的，被全球广泛认同和采用的污水处理技术。

## 概要
SBR工艺,是一种比较成熟的污水处理工艺。常见的工艺过程分五个阶段：进水、曝气反应、沉淀（沉降）、滗水（出水）、闲置（静置或称待机）。
1914年，由英国学者阿登（Ardern）和洛基特（Locket）发明。英国的薩爾福德（Salford） 市建造了世界上第一个间歇式活性污泥法污水处理厂。1915年，美国密爾瓦基市建造了一座类似的活性污泥法污水处理厂。
1970年代末，美国人借助自动化技术，重新研究SBR工艺。1980年，美国印地安那州建成了世界上第一个自动化控制的SBR 法污水处理厂。
应用SBR工艺最先进的澳大利亚，先后建成SBR 工艺污水处理厂600 余座，还兴建日处理量21 万吨大型SBR工艺污水处理厂。

## 工艺流程
一种具有代表性的SBR工艺流程是：通过格栅预处理的废水，进入集水井，由潜污泵提升进入SBR反应池，采用水流曝气机充氧，处理后的水由排水管排出，剩余污泥静压后，由SBR 池排入污泥井，污泥作为肥料。
时间分割的操作方式替代空间分割的操作方式，如SBR 运行周期由进水时间、反应时间、沉淀时间、滗水时间、排泥时间和闲置时间，可以适当灵活调节。
沉淀排水时间(Ts+D)一般按2至4小時设计。闲置时间(Tx)一般按0.5至1小時设计。设定反应时间为(Tf) 。一个周期所需时间T≥Tf+Ts+D+Tx。
具體的时间分配例子如运行周期12小時，其中进水2小時、曝气4至8小時、沉淀2小時、排水1小時。

## 特点
SBR工艺作为一种活性污泥工艺，也有活性污泥工艺的优缺点，如活性污泥工艺优点是污水适应性强，建设费用较低；而缺点是运行稳定性差，容易发生污泥膨胀和污泥流失，分离效果不够理想。SBR工艺还有独有的特点。其总的优缺点参见以下：

### 优点
- 构筑物数量少、造价低：不需要设初沉地，也不需要二沉地，污泥回流设施、调节池、初沉池也可省略，便于操作和维护管理。避免了传统厌氧反应器处理效率低、占地大的缺点。
- 结构简单：组合式构造方法，利于废水处理厂的扩建和改造。
- 处理后出水水质好：良好的自控系统,良好的脱氮除磷效果，废水达标排放,有数据称CODCr平均去除率能达到 94 %以上，强于单级好氧处理工艺。
- 特别适用在难生化降解的废水处理：解决了UASB等高效厌氧反应器，容易在出现水解酸化阶段酸性积累从而抑制产甲烷段处理效率的问题。
- 占地少，能耗低，投资省，运行管理方便

### 缺点
- 严重依靠现代自动化控制技术。
- 自动化程度要求较高，操作、管理、维护，对操作管理人员素质要求较高。
- 如采用人工操作，会出现因进出水工序操作繁锁，曝气板容易堵塞。

## 适用范围
- 中小城镇生活污水处理厂生物除磷脱氮。
- 小规模的有机废水处理，特别是非连续排放的生产废水。例如:啤酒废水等中高浓度有机废水。
- 厂矿企业的工业废水处理水。
- 作为污水处理出水水质较高的工程，适用于污水处理除磷脱氮；
- SBR 系统可按GB18918 一级A 的标准，符合再生水处理进水要求；
- 用地紧张的地方；
- 对已建污水处理厂的改造等。

比较典型的应用有：
- “筛网过滤——ABR——SBR——厌氧氨氧化——SBR”组合工艺对列车集便器污水的进行亚硝化处理。
- 食品废水处理。如酒精、啤酒、味精、淀粉、乳糖、柠檬酸、蔬菜加工及各种软饮料加工过程中排出的废水。
  - 水解酸化—SBR法处理洗米废水。
  - SBR工艺在马铃薯加工废水处理中的应用。
- 800床以下、水量较小的医院污水处理。

## 设施

### 核心设施
核心设施為SBR反应池或称作序批式间歇反应器（SBR反应器）。SBR反应池集均化（搅拌混合）、初沉、生物降解、二沉（泥水分离）等功能于一池，无污泥回流系统。
构筑物有集水井、BR池、污泥井、检查井；常用机电设备有格栅、污泥斗、污水提升泵、水下曝气器、曝气头、膜片式微孔扩散器、滗水器（常见有连杆式旋摆式）、电控柜、罗茨风机、止回阀、球阀及排泥管。

### 辅助配套设施
预处理系统用來处理漂浮物与悬浮物质，常用粗细格栅(格栅井)和进水泵。根据不同的废水特性，还可以增加其他辅助设施。如：沉淀（调节）池、UASB反应罐、水解酸化池、鼓风机房、两相厌氧池、沉渣斗、贮水池、污泥浓缩池、清水回流泵、脱水机房、带式压滤机、破坏虹吸管、进水堰口、收水管。
其他辅助设施还可以包括避雷装置。

## 运行管理
日常维护包括机械设备的维护保养、工艺运行操作、生化池的生物状况观察；反应池运行调节則包括水量变化的调节、排水调节；另外尚有曝气调节（GB50014－2006）。
有的情况下，还需要进行剩余污泥系统、活性污泥微生物的酶促反应、氧的总转移系数、水的饱和溶解氧浓度、污泥膨胀与水的粘滞性等等的监测计算。
常见的重要异常有：
- 污泥膨胀。
- 污泥解体。
- 污泥腐烂。
- 生化池表面出现气泡。

## 工艺发展及衍生
SBR工艺已發展出如下衍生工艺，都有相应的规范： 
- CASS工艺(Cyclic Activated Sludge System)循环活性污泥系统，是一种在SBR工艺和氧化沟技术的基础上开发出的新工艺。
- CAST 工艺（Cyclic Activated Sludge Technology）循环式活性污泥法。
- DAT-IAT （Demand Aeration Tank-Intermittent Tank）工艺好氧间歇曝气系统。
- AICS 工艺（Alternated internal cyclic system）交替式内循环活性污泥法。是中国北京环境保护科学研究院独立开发完成的污水处理工艺。

## 应用实例

### 中國
- 安平县悦凯丝网厂金属过滤网，污水处理材料
- 河南莲花味精厂处理味精废水处理
- 广州兴丰垃圾卫生填埋厂处理渗滤液等采用了普通SBR工艺；
- 昆明市第三污水处理厂，(ICEAS工艺)，；
- 宁夏银川市污水处理厂、
- 山东青岛市城阳污水处理厂等采用CASS工艺；
- 天津经济技术开发区污水处理厂，采用DAT-IAT 工艺；
- 新疆阿克苏污水处理厂、密云污水处理厂、山东日照市污水处理厂等采用AICS工艺。[2]

### 腳註
1. ↑  SBR 污水处理工艺运行操作要点
2. 1 2  《序批式活性污泥法污水处理工程技术规范（征求意见稿）》编制说明

### 其他參考文獻
- 《序批式活性污泥法污水处理工程技术规范（征求意见稿）》编制说明[]
- SBR工艺在马铃薯加工废水处理中的应用 郭育鸿  范增华
- 低水温条件下SBR处理城市污水的工艺研究Technique of Urban Sewage Treatment by SBR under Low-Temperature Condition
- SBR工艺在旅客列车集便器污水处理中的应用研究
- SBR 污水处理工艺运行操作要点 山西省临汾市环境保护局 张爱萍, 赵国慧
- 《成都纺织高等专科学校学报》，2006年，第23卷第03期，安红莹、丁桑岚、苏仕军，ISSN : 1008-5580(2006)03-004-05
- 水解酸化-SBR工艺处理洗米废水2007-11-23（页面存档备份，存于）
- 医院污水处理技术指南
- 两相厌氧－SBR法处理啤酒废水工程实践（页面存档备份，存于）